# Царёв курган (Курган)
Царёв курган — крупнейший из группы могильных насыпей бронзового и раннего железного веков, находившихся на юго-западе российского города, которому он дал название — Курган.

## История и исследования
В XVII веке на левом, крутом берегу Тобола был основан русский острог со слободой, получившие название Царёв Курган или Царёво городище от большой насыпи, находившейся либо рядом с ними, либо непосредственно под ними. Среди русских поселенцев, а затем и интеллигенции, устоялась татарская версия происхождения кургана и поселения на этом месте. Была распространена легенда, что в кургане захоронена дочь сибирского хана. Однако письменных или археологических подтверждений пребывания на данном месте татар не найдено. Вскоре после основания острога стало ясно, что крутой и обваливающийся в реку участок берега (в реку сполз минимум один из курганов) плохо подходит для населённого пункта, и 1695 году поселение было перенесено на несколько километров ниже по течению, где позже разросся город Курган.
В первой половине XVIII века по приказу Оренбургского коменданта князя Мещерского курган было решено вскрыть в поисках его сокровищ. Раскопки, проводившиеся на вершине насыпи, ничего не нашли, но привели к утрате конической формы кургана и на годы оставили большую яму. Позже вершину сравняли и установили на ней беседку. Описание кургана оставили посетившие его учёные Пётр Симон Паллас и Иоганн Петер Фальк.
В 1828 году в журнале «Отечественные записки» была опубликована заметка смотрителя училища Солунова, которая была посвящена нескольким крупным курганам, среди них Царёв Курган. Автор определяет эти курганы как «места пребывания татарских князей и старшин, удалившихся из окрестностей Астрахани».
В 1860 году в газете «Тобольские губернские ведомости» была опубликована статья Николая Алексеевича Абрамова, в которой он описал Царёв Курган и связанные с ним легенды.
В 1893 году были проведены первые научные раскопки под руководством Акселя Олая Гейкеля. Он вскрыл не главный курган, а 2 небольших соседних. Судя по находкам, курганы были могильниками железного века, сооружёнными на месте захоронений бронзового века. К тому моменту курганы уже многократно вскрывались расхитителями гробниц, поэтому остатки содержимого гейкелевских курганов было перемешано. Предметы двух вышеуказанных эпох датированы XVIII—XVI и VI—V веками до нашей эры; древнейшие принадлежали петровской или алакульской культурам.

## Раскоп
В 1959—1960 годах экспедиция Уральского государственного университета им. А. М. Горького под руководством Константина Владимировича Сальникова совместно с местными организациями провела полные раскопки Царёва кургана. Размеры кургана были определены как 92 метра в диаметре и 5,5 метра высоты. Насыпь окружал ров шириной до 13 метров при глубине 1 метр и земляной вал с внешней и внутренней стороны рва. С востока и запада имеются разрывы на участках рва и вала шириной 18 метров, позволяющие свободно подняться на вершину.
После вскрытия шестиметровой насыпи бульдозером и скрепером было обнаружено центральное погребение, а также 12 малых погребений более древних по возрасту. В центральном погребении был обнаружен многослойный бревенчатый настил 34 метров в диаметре, венчающий усыпальницу. В середине настила обнаружена площадка лишённая настила диаметром 10 метров, которая явилась результатом провала дерева в могильную яму округлой формы, размерами 9 х 10 метров, углублённую от уровня древней поверхности на 3 метра. Стенки могильной ямы на всю высоту были обложены досками. В заполнении погребения найдено большое количество брёвен, досок и их обломков, расположенных в беспорядке и являющихся остатками могильной конструкции. Дерево хорошо сохранилось. В центре дна могилы была большая площадка со следами кострища; к югу от неё пустая яма 2 х 3 метра, глубиной 1,2 метра в форме прямоугольника. Возле стен могильной ямы прослежены ряды ямок от столбов глубиной 0,9 метров, диаметром до 0,35 метра, образующих прямоугольник. В северо-западном и юго-западном углах оказались ряды ямок от кольев. Несколько пар кольев сохранились вместе с опирающимися на них горизонтальными досками. Было найдено множество деревянных деталей конструкции могилы, но находки в погребальной камере Сальников назвал жалкими: среди них 132 мелких осколка керамики, бронзовый трехгранный наконечник стрелы, деревянный совок, обломки деревянных инструментов и вещи, которые руководитель раскопок посчитал элементами погребальной колесницы. Подобные наконечники стрел и керамика характерны для памятников раннего железного века лесостепного Зауралья второй половины I тысячелетия до н.э.
Исследовав остальные курганы группы, Сальников нашёл один неразграбленный (№ 7), где кроме истлевшего скелета были найдены 5 сосудов, вислообушный топор, шило и нож-кинжал бронзового века. В других погребениях, разрушенных грабителями, были найдены фрагменты сосудов и украшения андроновского типа.
Только одно погребение (№ 10) резко отличалось от андроновских характером могильного инвентаря и устройством могилы. Погребение представляло собой прямоугольную яму размером 3,5 х 2 метра, глубиной 2,65 метра. Погребение было перекрыто бревенчатым накатником, обломки которого оказались в заполнении могильной ямы. У юго-восточной и северной стенки были обнаружены кости ног и черепа крупно- и мелкорогатого скота. На дне, в южной части могилы, встречен облом бедренной кости взрослого человека, кремневый наконечник стрелы и четыре копыта лошади, а у северной стенки — остатки детского костяка и череп коровы. Также в заполнении могилы найдены фрагменты от сосудов абашевского типа. В  1,5 метрах к северо-востоку от погребения находилась яма овальной формы 2 х 1 метр, глубиной  1 метр, густо заполненная костями ног и черепами нескольких коров и одной овцы, поверх которых лежал полный костяк собаки. Яма с костями входила единый комплекс с погребальным сооружением.
Первые результаты исследований Царёва кургана были опубликованы в серии статей и ответов на вопросы читателей, вышедших в 1959—1960 годах в областной газете «Советское Зауралье». Последовавшие публикации умершего в 1966 году Сальникова не соответствовали масштабом раскопок: не был издан полноценный отчёт о результатах экспедиции, только несколько коротких статей и упоминания в работах на другие темы. В 1967 году была издана монография К.В. Сальникова «Очерки древней истории Южного Урала», в которой опять же частично, были опубликованы материалы раскопок Царёва Кургана. В данной публикации наибольшее внимание уделено погребению № 10 эпохи бронзы, которое выделялось своей неординарностью.

## Современное состояние
В течение следующих нескольких лет курганы были полностью уничтожены при строительстве посёлка Энергетиков. В 1983 году на месте курганов произошла техногенная катастрофа, когда подтопленная прорывом на теплотрассе часть общежития сползла в Тобол.

### Парк «Царево городище»
В 2013 году в память о первом поселении был открыт культурно-исторический комплекс — парк «Царёво городище». По замыслу авторов проекта Валерия Михайловича и Владимира Михайловича Хорошаевых построена деревянная сторожевая башня площадью 36 м² и высотой 18 м, а также воссоздан фрагмент крепостной стены. В 2020 году на территории комплекса построена входная группа с двумя башнями и входными воротами.  В сторожевой башне создана экспозиция, посвященная истории освоения Южного Зауралья, основанию Царева Городища и раскопкам Царева кургана. На втором этаже башни находится экспозиция «Быта сибирского крестьянина» и макет слободы  Царево Городище.
 Город Курган, проспект Конституции, 32а.

## В геральдике
Изображение кургана было помещено на герб города, который был утверждён 17 (28) марта 1785 года: «В зелёном поле два серебряных кургана, и по имени сего города и в знак, что оные при сём городе и находятся». Был на советских гербах городов Кургана и Куртамыша. Ныне курган изображен на гербе города (2001 год) и Курганской области (1997 год).
- Герб города Кургана, утверждён 17 (28) марта 1785 года
- Герб города Кургана, утверждён  1 октября 1970 года
- Герб города Кургана, утверждён 4 июля 2001 года
- Большой герб города Кургана, утверждён 30 декабря 2002 года
- Герб Курганской области, утверждён 1 декабря 1997 года
- Герб города Куртамыша, утверждён 23 августа 1988 года